# Bampton (Devon)
Bampton è un villaggio della contea del Devon, vicino all'angolo sudorientale del Parco nazionale di Exmoor e situato sul fiume Bathern, un tributario del fiume Exe. Si trova a circa 10 chilometri da Tiverton.

## Storia e luoghi notevoli
Si pensa che le sue origini risalgano alla costruzione di un antico forte romano, ma i resti più rilevanti e facilmente osservabili sono di origine sassone. Alcune siepi sono della stessa misura che aveva il solco creato dall'aratro al tempo dei Sassoni, di 625 piedi (più tardi l'unità di misura venne chiamata furlong), e tracce della loro coltivazione a strisce possono essere individuate a nord-est del terrapieno del castello, ciò che rimane di una fortezza normanna dell'XI secolo costruita sopra delle precedenti fortificazioni di origine sassone. Anche il cimitero circolare è di origine sassone.
Oggi Bampton possiede quasi 100 edifici registrati come di grande interesse storico, inclusa la chiesa, definita di eccezionale interesse, la cui torre risale al XIII secolo. Si ritiene che alcune parti della canonica risalgano alla metà del XV secolo. La locanda "Exeter Inn", situata al margine della città, era in origine una casa colonica costruita nel 1495.
Durante la Guerra civile inglese Bampton subì gravi danni nel 1645, quando le truppe fedeli al re Carlo I d'Inghilterra la conquistarono giungendo dal castello di Tiverton e la misero a ferro e fuoco. In conseguenza di ciò, sopravvivono solo pochi edifici anteriori al XVII secolo.